# Persone di nome Sabine
| Questa pagina contiene informazioni ricavate automaticamente dalle voci biografiche con l'ausilio del template Bio e di un bot. L'aggiornamento è periodico e automatico e ricostruisce completamente la pagina. Se manca una persona in questa lista, sei pregato di non aggiungerla, ma accertati piuttosto che la sua voce biografica contenga il template Bio e che i dati anagrafici siano correttamente compilati. Se il template Bio manca, inseriscilo tu stesso o, in alternativa, metti l'avviso {{tmp\|Bio}} che ne segnala la mancanza. Se i dati riportati sono sbagliati, correggi direttamente la voce biografica; le modifiche saranno visibili in questa lista entro pochi giorni. Per chiarimenti vedi il progetto antroponimi. La lista contiene solo le 61 persone che sono citate nell'enciclopedia e per le quali è stato implementato correttamente il template Bio. Pagina aggiornata al 6 mag 2025. |

Questa è una lista di persone presenti nell'enciclopedia che hanno il nome Sabine, suddivise per attività principale.

## Attrici(9)
- Sabine Azéma, attrice francese (Parigi, n. 1949)
- Sabine Haudepin, attrice francese (Montreuil, n. 1955)
- Sabine Kaack, attrice tedesca (Neumünster, n. 1959)
- Sabine von Maydell, attrice tedesca (Baden-Baden, n. 1955)
- Sabine Petzl, attrice e conduttrice televisiva austriaca (Vienna, n. 1965)
- Sabine Sinjen, attrice tedesca (Itzehoe, n. 1942 - Berlino, † 1995)
- Sabine Sun, attrice francese (Antibes, n. 1933 - † 2014)
- Sabine Timoteo, attrice svizzera (Soletta, n. 1975)
- Sabine Winterfeldt, attrice e doppiatrice tedesca (Berlino Ovest, n. 1966)

## Biochimiche(1)
- Sabine Werner, biochimica tedesca (Tubinga, n. 1960)

## Canottiere(1)
- Sabine Jahn, ex canottiera tedesca (Neuruppin, n. 1953)

## Cantanti(1)
- Sabine Dünser, cantante liechtensteinese (Schaan, n. 1977 - Geiselwind, † 2006)

## Cantanti liriche(1)
- Sabine Hitzelberger, cantante lirica tedesca (Randersacker, n. 1755 - Würzburg, † 1815)

## Cestiste(2)
- Sabine Snauweaert, ex cestista belga (Roeselare, n. 1962)
- Sabine Stöwahse, ex cestista tedesca (Brema, n. 1961)

## Clarinettiste(1)
- Sabine Meyer, clarinettista tedesca (Crailsheim, n. 1959)

## Costumiste(1)
- Bina Daigeler, costumista tedesca (Monaco di Baviera, n. 1956)

## Divulgatrici scientifiche(1)
- Sabine Hossenfelder, divulgatrice scientifica e fisica tedesca (Francoforte sul Meno, n. 1976)

## Doppiatrici(1)
- Sabine Bohlmann, doppiatrice, direttrice del doppiaggio e attrice tedesca (Monaco di Baviera, n. 1969)

## Fotografe(1)
- Sabine Weiss, fotografa svizzera (Saint-Gingolph, n. 1924 - Parigi, † 2021)

## Giocatrici di curling(1)
- Sabine Huth, giocatrice di curling tedesca (Stoccarda, n. 1967)

## Giornaliste(1)
- Sabine Quindou, giornalista, regista e conduttrice televisiva francese (Fort-de-France, n. 1970)

## Giuriste(1)
- Sabine Lautenschläger, giurista tedesca (Stoccarda, n. 1964)

## Medici(1)
- Sabine Bergmann-Pohl, medico e politica tedesca (Eisenach, n. 1946)

## Mezzofondiste(2)
- Sabine Ladurner, ex mezzofondista e ex maratoneta italiana (Merano, n. 1960)
- Sabine Zwiener, ex mezzofondista tedesca (n. 1967)

## Multipliste(3)
- Sabine Braun, ex multiplista tedesca (Essen, n. 1965)
- Sabine Everts, ex multiplista e lunghista tedesca (Düsseldorf, n. 1961)
- Sabine John, ex multiplista tedesca (Döbeln, n. 1957)

## Nuotatrici(1)
- Sabine Steinbach, ex nuotatrice tedesca orientale (Chemnitz, n. 1952)

## Ostacoliste(1)
- Sabine Busch, ex ostacolista e velocista tedesca (Erfurt, n. 1962)

## Pattinatrici artistiche su ghiaccio(1)
- Sabine Baeß, ex pattinatrice artistica su ghiaccio tedesca (Dresda, n. 1961)

## Pattinatrici di velocità su ghiaccio(2)
- Sabine Becker, ex pattinatrice di velocità su ghiaccio tedesca (Chemnitz, n. 1959)
- Sabine Völker, ex pattinatrice di velocità su ghiaccio tedesca (Erfurt, n. 1973)

## Pilote automobilistiche(1)
- Sabine Schmitz, pilota automobilistica e personaggio televisivo tedesca (Adenau, n. 1969 - Treviri, † 2021)

## Politiche(6)
- Sabine Dittmar, politica tedesca (Schweinfurt, n. 1964)
- Sabine Herold, politica francese (Reims, n. 1982)
- Sabine Laruelle, politica belga (Huy, n. 1965)
- Sabine Monauni, politica liechtensteinese (Feldkirch, n. 1974)
- Sabine Verheyen, politica tedesca (Aquisgrana, n. 1964)
- Sabine de Bethune, politica e avvocata belga (Leopoldville, n. 1958)

## Presbiteri(1)
- Sabine Baring-Gould, presbitero e scrittore britannico (Exeter, n. 1834 - Lewtrenchard, † 1924)

## Schermitrici(4)
- Sabine Bau, ex schermitrice tedesca (Würzburg, n. 1969)
- Sabine Bischoff, schermitrice tedesca (Tauberbischofsheim, n. 1958 - † 2013)
- Sabine Krapf, ex schermitrice e pentatleta tedesca (Heidenheim an der Brenz, n. 1964)
- Sabine Thieltges, schermitrice tedesca (n. 1981)

## Sciatrici(2)
- Sabine Barisch, sciatrice tedesca
- Sabine Stiefbold, sciatrice tedesca

## Sciatrici alpine(3)
- Sabine Egger, ex sciatrice alpina austriaca (Globasnitz, n. 1977)
- Sabine Gasteiger, sciatrice alpina austriaca (n. 1956)
- Sabine Ginther, ex sciatrice alpina austriaca (Vorderhornbach, n. 1970)

## Scrittrici(1)
- Sabine Gruber, scrittrice italiana (Merano, n. 1963)

## Snowboarder(1)
- Sabine Schöffmann, snowboarder austriaca (Wolfsberg, n. 1992)

## Soprani(1)
- Sabine Devieilhe, soprano francese (Ifs, n. 1985)

## Tenniste(4)
- Sabine Appelmans, ex tennista belga (Aalst, n. 1972)
- Sabine Hack, ex tennista tedesca (Ulma, n. 1969)
- Sabine Klaschka, ex tennista tedesca (Monaco di Baviera, n. 1980)
- Sabine Lisicki, tennista tedesca (Troisdorf, n. 1989)

## Velociste(1)
- Sabine Günther, ex velocista tedesca (Jena, n. 1963)

## Senza attività specificata(2)
- Sabine Spitz, ex mountain biker tedesca (Herrischried, n. 1971)
- Sabine Wehr-Hasler, ex snowboarder tedesca (Offenbach am Main, n. 1967)